# George Burton Henderson
George Burton Henderson, britanski general, * 1890, † 1940.